# Epopterus quechuanus
Epopterus quechuanus es una especie de coleóptero de la familia Endomychidae.

## Distribución geográfica
Habita en Perú.